# Anolis
Anolis is een geslacht van hagedissen uit de familie anolissen (Dactyloidae).

## Naam en indeling
De wetenschappelijke naam van de soort werd voor het eerst voorgesteld door François Marie Daudin in 1802. De soorten uit het geslacht Anolis werden lange tijd tot de familie Polychrotidae gerekend. De groep telt ongeveer 425 soorten en is daarmee een van de grootste geslachten uit de reptielenwereld. 
Het woord anolis komt uit een oude Afrikaanse taal en betekent "kleine duivel". Slechts enkele soorten hebben een Nederlandstalige naam. Voor ongeveer 150 soorten in dit geslacht, de zogenaamde "beta-anolissen", is ook wel de geslachtsnaam Norops voorgesteld. Als dat voorstel wordt geaccepteerd, is het restant van het geslacht Anolis een parafyletische groep, waardoor nog verdere opsplitsing noodzakelijk zou zijn. Als gevolg hiervan is er maar weinig steun voor een groep met de naam Norops. 

## Uiterlijke kenmerken
De meeste soorten hebben een groene tot bruine kleur. Deze dieren hebben het vermogen om van kleur te veranderen, wat waarschijnlijk te maken heeft met de gemoedstoestand van het dier. De grootste soort is de ridderanolis (A. equestris), die alleen op Cuba voorkomt. 
Anolissen hebben bijna allemaal een keelwam, een dun huidmembraan dat kan worden uitgerekt door spieren aan de keel. De huid is hier van fel geel tot oranje of blauw gekleurd. De meeste soorten hebben ook hechtlamellen onder de poten zodat ze goed kunnen klimmen. 

## Verspreiding
Alle soorten komen voor in Noord, Centraal-Amerika, de Antillen en Zuid-Amerika. Het zijn bijna allemaal klimmende hagedissen die leven van insecten.
Cuba telt 60 soorten, Hispaniola 55 soorten en Mexico 50 soorten Anolis.
Omdat Anolis snel evolueren tot nieuwe soorten op ge-isoleerde eilanden worden deze reptielen vergeleken met de Darwinvinken.
Zelfs de kleinste eilanden hebben een of meerdere endemische soorten Anolis.

## Soorten
In totaal zijn er 426 verschillende soorten benoemd. Er worden regelmatig nieuwe soorten ontdekt; in 2018 werden twee soorten beschreven en 2019 zes soorten. Onderstaand zijn alleen enkele bekendere soorten vermeld.
- Anolis aliniger
- Anolis allisoni[2]
- Anolis apletophallus[3]
- Anolis carolinensis – Roodkeelanolis
- Anolis casildae
- Anolis chamaeleonides – Onechte kameleon
- Anolis coelestinus
- Anolis cuvieri
- Anolis cybotes
- Anolis equestris – Ridderanolis
- Anolis evermanni
- Anolis extremus
- Anolis garmani
- Anolis porcatus – Cubaanse boomstamanolis
- Anolis roquet
- Anolis smaragdinus

## Alle soorten in een uitklapbare tabel
- Anolis acutus
- Anolis aeneus
- Anolis aequatorialis
- Anolis agassizi
- Anolis agueroi
- Anolis ahli
- Anolis alayoni
- Anolis alfaroi
- Anolis aliniger
- Anolis allisoni
- Anolis allogus
- Anolis alocomyos
- Anolis altae
- Anolis altavelensis
- Anolis altitudinalis
- Anolis alumina
- Anolis alutaceus
- Anolis alvarezdeltoroi
- Anolis amplisquamosus
- Anolis anatoloros
- Anolis anchicayae
- Anolis anfiloquioi
- Anolis angusticeps
- Anolis anisolepis
- Anolis annectens
- Anolis anoriensis
- Anolis antioquiae
- Anolis antonii
- Anolis apletolepis
- Anolis apletophallus
- Anolis apollinaris
- Anolis aquaticus
- Anolis arenal
- Anolis argenteolus
- Anolis argillaceus
- Anolis aridius
- Anolis armouri
- Anolis auratus
- Anolis aurifer
- Anolis australis
- Anolis bahorucoensis
- Anolis baleatus
- Anolis baracoae
- Anolis barahonae
- Anolis barbatus
- Anolis barbouri
- Anolis barkeri
- Anolis bartschi
- Anolis beckeri
- Anolis bellipeniculus
- Anolis benedikti
- Anolis bicaorum
- Anolis bimaculatus
- Anolis binotatus
- Anolis biporcatus
- Anolis birama
- Anolis bitectus
- Anolis blanquillanus
- Anolis boettgeri
- Anolis bombiceps
- Anolis bonairensis
- Anolis boulengerianus
- Anolis brasiliensis
- Anolis bremeri
- Anolis breslini
- Anolis brevirostris
- Anolis brianjuliani
- Anolis brooksi
- Anolis brunneus
- Anolis caceresae
- Anolis calimae
- Anolis campbelli
- Anolis capito
- Anolis caquetae
- Anolis carlliebi
- Anolis carlostoddi
- Anolis carolinensis
- Anolis carpenteri
- Anolis casildae
- Anolis caudalis
- Anolis centralis
- Anolis chamaeleonides
- Anolis charlesmyersi
- Anolis chloris
- Anolis chlorocyanus
- Anolis chlorodius
- Anolis christophei
- Anolis chrysolepis
- Anolis chrysops
- Anolis clivicola
- Anolis cobanensis
- Anolis coelestinus
- Anolis compressicauda
- Anolis concolor
- Anolis confusus
- Anolis conspersus
- Anolis cooki
- Anolis crassulus
- Anolis cristatellus
- Anolis cristifer
- Anolis cryptolimifrons
- Anolis cupeyalensis
- Anolis cupreus
- Anolis cuprinus
- Anolis cuscoensis
- Anolis cusuco
- Anolis cuvieri
- Anolis cyanopleurus
- Anolis cyanostictus

- Anolis cybotes
- Anolis cymbops
- Anolis damulus
- Anolis danieli
- Anolis darlingtoni
- Anolis datzorum
- Anolis delafuentei
- Anolis deltae
- Anolis demissus
- Anolis desechensis
- Anolis desiradei
- Anolis dissimilis
- Anolis distichus
- Anolis divius
- Anolis dolichocephalus
- Anolis dollfusianus
- Anolis dominicensis
- Anolis doris
- Anolis dracula
- Anolis duellmani
- Anolis dunni
- Anolis eladioi
- Anolis elcopeensis
- Anolis equestris
- Anolis ernestwilliamsi
- Anolis etheridgei
- Anolis eugenegrahami
- Anolis eulaemus
- Anolis euskalerriari
- Anolis evermanni
- Anolis extremus
- Anolis fairchildi
- Anolis fasciatus
- Anolis favillarum
- Anolis ferreus
- Anolis festae
- Anolis fitchi
- Anolis forresti
- Anolis fortunensis
- Anolis fowleri
- Anolis fraseri
- Anolis frenatus
- Anolis fugitivus
- Anolis fungosus
- Anolis fuscoauratus
- Anolis gadovii
- Anolis gaigei
- Anolis garmani
- Anolis garridoi
- Anolis gemmosus
- Anolis gibbiceps
- Anolis ginaelisae
- Anolis gingivinus
- Anolis gonavensis
- Anolis gorgonae
- Anolis gracilipes
- Anolis grahami
- Anolis granuliceps
- Anolis griseus
- Anolis gruuo
- Anolis guafe
- Anolis guamuhaya
- Anolis guazuma
- Anolis gundlachi
- Anolis haguei
- Anolis hendersoni
- Anolis heterodermus
- Anolis heteropholidotus
- Anolis higuey
- Anolis hispaniolae
- Anolis hobartsmithi
- Anolis homolechis
- Anolis huilae
- Anolis humilis
- Anolis hyacinthogularis
- Anolis ibague
- Anolis ibanezi
- Anolis ignigularis
- Anolis imias
- Anolis immaculogularis
- Anolis impetigosus
- Anolis incredulus
- Anolis inderenae
- Anolis inexpectatus
- Anolis insignis
- Anolis insolitus
- Anolis isolepis
- Anolis jacare
- Anolis johnmeyeri
- Anolis juangundlachi
- Anolis jubar
- Anolis kahouannensis
- Anolis kathydayae
- Anolis kemptoni
- Anolis koopmani
- Anolis kreutzi
- Anolis krugi
- Anolis kunayalae
- Anolis laevis
- Anolis laeviventris
- Anolis lamari
- Anolis landestoyi
- Anolis latifrons
- Anolis leachii
- Anolis leditzigorum
- Anolis lemniscatus
- Anolis lemurinus
- Anolis leucodera
- Anolis limifrons

- Anolis limon
- Anolis lineatopus
- Anolis lineatus
- Anolis liogaster
- Anolis lionotus
- Anolis litoralis
- Anolis lividus
- Anolis longiceps
- Anolis longitibialis
- Anolis lososi
- Anolis loveridgei
- Anolis loysiana
- Anolis luciae
- Anolis lucius
- Anolis luteogularis
- Anolis luteosignifer
- Anolis lynchi
- Anolis lyra
- Anolis macilentus
- Anolis macrinii
- Anolis macrolepis
- Anolis macrophallus
- Anolis maculigula
- Anolis maculiventris
- Anolis magnaphallus
- Anolis maia
- Anolis marcanoi
- Anolis mariarum
- Anolis marmoratus
- Anolis marron
- Anolis marsupialis
- Anolis matudai
- Anolis maynardi
- Anolis mccraniei
- Anolis medemi
- Anolis megalopithecus
- Anolis megapholidotus
- Anolis menta
- Anolis meridionalis
- Anolis mestrei
- Anolis microlepidotus
- Anolis microlepis
- Anolis microtus
- Anolis milleri
- Anolis mirus
- Anolis monensis
- Anolis monteverde
- Anolis monticola
- Anolis morazani
- Anolis muralla
- Anolis nasofrontalis
- Anolis naufragus
- Anolis neblininus
- Anolis nebuloides
- Anolis nebulosus
- Anolis nelsoni
- Anolis nicefori
- Anolis nietoi
- Anolis nigrolineatus
- Anolis noblei
- Anolis notopholis
- Anolis nubilus
- Anolis occultus
- Anolis ocelloscapularis
- Anolis oculatus
- Anolis oligaspis
- Anolis olssoni
- Anolis omiltemanus
- Anolis onca
- Anolis opalinus
- Anolis ophiolepis
- Anolis oporinus
- Anolis orcesi
- Anolis ortonii
- Anolis osa
- Anolis otongae
- Anolis oxylophus
- Anolis pachypus
- Anolis paravertebralis
- Anolis parilis
- Anolis parvauritus
- Anolis parvicirculatus
- Anolis paternus
- Anolis pecuarius
- Anolis pentaprion
- Anolis peraccae
- Anolis peruensis
- Anolis petersii
- Anolis peucephilus
- Anolis peynadoi
- Anolis phyllorhinus
- Anolis pigmaequestris
- Anolis pijolense
- Anolis pinchoti
- Anolis placidus
- Anolis planiceps
- Anolis podocarpus
- Anolis poecilopus
- Anolis poei
- Anolis pogus
- Anolis polylepis
- Anolis poncensis
- Anolis porcatus
- Anolis porcus
- Anolis prasinorius
- Anolis princeps
- Anolis proboscis
- Anolis properus
- Anolis propinquus

- Anolis pseudokemptoni
- Anolis pseudopachypus
- Anolis pseudotigrinus
- Anolis pulchellus
- Anolis pumilus
- Anolis punctatus
- Anolis purpurescens
- Anolis purpurgularis
- Anolis purpuronectes
- Anolis pygmaeus
- Anolis quadriocellifer
- Anolis quaggulus
- Anolis quercorum
- Anolis ravifaux
- Anolis ravitergum
- Anolis reconditus
- Anolis rejectus
- Anolis richardii
- Anolis ricordii
- Anolis rimarum
- Anolis rivalis
- Anolis roatanensis
- Anolis rodriguezii
- Anolis roosevelti
- Anolis roquet
- Anolis rubiginosus
- Anolis rubribarbaris
- Anolis rubribarbus
- Anolis ruibali
- Anolis ruizii
- Anolis rupinae
- Anolis sabanus
- Anolis sacamecatensis
- Anolis sagrei
- Anolis salvini
- Anolis santamartae
- Anolis savagei
- Anolis saxatilis
- Anolis schiedii
- Anolis schwartzi
- Anolis scriptus
- Anolis scypheus
- Anolis semilineatus
- Anolis sericeus
- Anolis serranoi
- Anolis sheplani
- Anolis shrevei
- Anolis sierramaestrae
- Anolis singularis
- Anolis smallwoodi
- Anolis smaragdinus
- Anolis sminthus
- Anolis soinii
- Anolis solitarius
- Anolis spectrum
- Anolis spilorhipis
- Anolis squamulatus
- Anolis stevepoei
- Anolis strahmi
- Anolis stratulus
- Anolis subocularis
- Anolis sulcifrons
- Anolis tandai
- Anolis taylori
- Anolis tenorioensis
- Anolis terraealtae
- Anolis terueli
- Anolis tetarii
- Anolis tigrinus
- Anolis toldo
- Anolis tolimensis
- Anolis townsendi
- Anolis trachyderma
- Anolis transversalis
- Anolis trinitatis
- Anolis triumphalis
- Anolis tropidogaster
- Anolis tropidolepis
- Anolis tropidonotus
- Anolis umbrivagus
- Anolis uniformis
- Anolis unilobatus
- Anolis urraoi
- Anolis ustus
- Anolis utilensis
- Anolis valencienni
- Anolis vanidicus
- Anolis vanzolinii
- Anolis vaupesianus
- Anolis ventrimaculatus
- Anolis vermiculatus
- Anolis vescus
- Anolis vicarius
- Anolis villai
- Anolis vinosus
- Anolis viridius
- Anolis vittigerus
- Anolis wampuensis
- Anolis wattsii
- Anolis websteri
- Anolis wellbornae
- Anolis wermuthi
- Anolis williamsmittermeierorum
- Anolis wilsoni
- Anolis woodi
- Anolis yoroensis
- Anolis zapotecorum
- Anolis zeus